# 부담금
부담금(負擔金)이란 중앙행정기관의 장, 지방자치단체의 장, 행정권한을 위탁받은 공공단체 또는 법인의 장 등 법률에 따라 금전적 부담의 부과권한을 부여받은 자(이하 "부과권자"라 한다)가 분담금, 부과금, 기여금, 그 밖의 명칭에도 불구하고 재화 또는 용역의 제공과 관계없이 특정 공익사업과 관련하여 법률에서 정하는 바에 따라 부과하는 조세 외의 금전지급의무(특정한 의무이행을 담보하기 위한 예치금 또는 보증금의 성격을 가진 것은 제외한다)를 말한다.

## 개발사업자에 대한 학교용지부담금 부과 사건
개발사업자에 대한 학교용지부담금 부과 사건은 대한민국 유명 헌법 판례이다. 학교용지부담금을 100가구 이상 공동주택 개발사업자에게 부과하도록 한 조항은 합헌결정이 났다.

### 관련 조문
구 '학교용지 확보 등에 관한 특례법'

### 결론
합헌

### 이유
의무교육무상에 관한 헌법 제31조 제3항은 교육을 받을 권리를 보다 실효성 있게 보장하기 위하여 의무교육 비용을 학령하동의 보호자 개개인의 직접적 부담에서 공동체 전체의 부담으로 이전하라는 명령일 뿐이고 의무교육의 비용을 오로지 국가 또는 지방자치단체의 예산, 즉 소세로 해결해야 함을 의미하는 것은 아니다. 따라서 의무교육의 대상인 수분양자가 아닌 개발사업자에게 학교용지부담금을 부과하고 그 재원으로 의무교육시설을 마련하도록 하는 이 사건 법률조항은 더 이상 헌법 제31조 제3항의 의무교육의 무상성과는 관계가 없다.
헌법재판소는 재정조달목적 부담금의 위헌여부를 판단함에 있어, (1) 부담금은 조세에 대한 관계에서 예외적으로만 인정되어야 하며 일반적 공익사업을 수행하는 데 사용할 목적이라면

## 참고 문헌
- 헌법재판소 판례 2008.9.25. 2007헌가1
- 김유향, 헌법중요판례250, 윌비스, 2015.

## 같이 보기
- 환경개선부담금
- 개발부담금